# Discus scutula
Discus scutula es una especie de molusco gasterópodo de la familia Discidae en el orden de los Stylommatophora.

## Distribución geográfica
Es  endémica de España.  